# Jan-Olof Jacke
Jan-Olof Anders Jacke, född 2 januari 1965, är en svensk civilekonom, företagsledare och vd för Svenskt Näringsliv.
Jacke utbildade sig 1992–1995 till civilekonom på Handelshögskolan i Göteborg. Han arbetade 1986–1991 i fastighetsbolaget Forsåkers fabriker i  Mölndal. Efter examen var han managementkonsult på Claesson & Partners mellan 1995 och 1999. Han har arbetat inom Astra Zeneca sedan 1999 som ekonomichef för olika enheter och var mellan 2013 och 2018 vd för Astra Zenecas svenska dotterbolag. Sedan den 8 oktober 2018 är han vd för Svenskt Näringsliv.
Jan-Olof Jacke är gift och har två barn.